# Tytthonyx puertoricanus
Tytthonyx puertoricanus es una especie de coleóptero de la familia Cantharidae.

## Distribución geográfica
Habita en Puerto Rico.